# Valichi di frontiera tra Austria e Slovenia
Questa è una lista dei principali valichi stradali doganali di confine tra Austria e Slovenia suddivisa per comuni.
I valichi ferroviari sono indicati nella tabella con lo sfondo in arancione pallido.
| Nome del valico                     | Comune sloveno (Nome insediamento)      | Comune austriaco (Nome frazione) | M s.l.m. | Infrastruttura                                    | Coordinate            |
| ----------------------------------- | --------------------------------------- | -------------------------------- | -------- | ------------------------------------------------- | --------------------- |
| Passo di Wurzen                     | Kranjska Gora (Podkoren)                | Arnoldstein (Riegersdorf)        | 1072     | Strada principale 201 - Wurzenpass Strasse (B109) | 46.517697°N 13.7525°E |
| Traforo delle Caravanche            | Jesenice (Hrušica)                      | Sankt Jakob im Rosental          |          | Autostrada A2 - Karawanken Autobahn               | 46.48135°N 14.00768°E |
| Tunnel ferroviario delle Caravanche | Jesenice (Hrušica)                      | Sankt Jakob im Rosental          |          | Ferrovia delle Caravanche                         | 46.48138°N 14.01975°E |
| Tunnel di Loibl                     | Tržič                                   | Ferlach                          |          | Strada principale 101 - Loiblpass Strasse (B91)   | 46.43743°N 14.25487°E |
| Passo di Seeberg                    | Jezersko                                | Eisenkappel-Vellach              |          | Strada principale 201 - Seeberg Strasse (B82)     | 46.41912°N 14.52707°E |
| Passo di Paulitsch                  | Solčava                                 | Eisenkappel-Vellach              |          | PassStrasse                                       | 46.425°N 14.585°E     |
| Valico di Holmec                    | Prevalje                                | Bleiburg                         |          | Strada principale 112 - B80                       | 46.56751°N 14.83889°E |
| Valico di Holmec                    | Prevalje                                | Bleiburg                         |          |                                                   | 46.56665°N 14.83993°E |
| Valico di Vič                       | Dravograd (Vič) / Lavamünd Grenze       | Lavamünd (Rabenstein)            |          |                                                   | 46.60471°N 14.98507°E |
| Passo di Radelj                     | Radlje ob Dravi (Šent Janž pri Radljah) | Aibl                             | 670      | Strada regionale 434 - B76                        | 46.60471°N 14.98507°E |
| Valico di Šentilj                   | Šentilj (Šentilj v Slovenskih Goricah)  | Straß in Steiermark              |          | Strada principale 437 - B67                       | 46.60471°N 14.98507°E |
| Valico di Šentilj                   | Šentilj                                 | Straß in Steiermark              |          | A1 - Pyhrn Autobahn                               | 46.6907°N 15.6451°E   |
| Valico di Šentilj                   | Šentilj                                 | Straß in Steiermark (Langegg)    |          | Ferrovia Maribor-Vienna                           | 46.6907°N 15.6451°E   |
| Valico di Jurij                     | Kungota (Jurski Vrh)                    | Nestelbach bei Graz              |          | Ferrovia Maribor-Vienna                           | 46.64781°N 15.55155°E |
| Valico di Trate                     | Šentilj (Trate)                         | Mureck (Misselsdorf)             |          | Strada regionale 433 - Murecker Grenzstrasse L214 | 46.69226°N 15.64097°E |
| Valico di Gornja Radgona            | Gornja Radgona                          | Bad Radkersburg                  |          | Strada regionale 230 - Stadgrabenstrasse B69      | 46.68373°N 15.98715°E |
| Valico di Kuzma                     | Rogašovci (Sotina)                      | Neuhaus am Klausenbach           |          | Strada regionale 440 - Doiber strasse B58         | 46.83937°N 15.64037°E |